# Сава (Літія)
Сава (словен. Sava) — поселення в общині Літія, Осреднєсловенський регіон, Словенія. Висота над рівнем моря: 235,9 м.